# サブリミナル (2008年の映画)
『サブリミナル』（原題: Franklyn）は、2008年のイギリスの映画。2008年10月16日の第52回ロンドン映画祭ワールドプレミア作品。日本では劇場未公開。ビデオスルーとなり、DVDが2011年1月7日にレンタル開始され2011年1月21日に発売された。

## ストーリー
イギリスのロンドンで起こる話と何処か異質なパラレル世界ミーンワイル・シティでの出来事が交互に絡み合いながら話が進んでいく。
ロンドン
結婚式が中止になったマイロは、初恋の相手サリーによく似た女性をよく見かけるようになるが、確認ができずに居る。エミリアはカウンセリングで母親に失望し、自ら救急に通報した後、薬を飲んで自殺未遂を図り、病院に担ぎ込まれる。また、ピーターは病院から失踪した息子を探し求めていた。
教会が支配し教団カルトが跋扈しているパラレル世界ミーンワイル・シティ
ジョン・プリーストは、教団デュプレックス・ライドに誘拐された少女を探すと同時に教祖インディビジュアルを殺害する機会を窺っていた。だが既に少女は殺され逃亡した後だった事を、馴染みの情報屋ミミズヘビから知った時には教会に売られていて、捕まってしまう。4年間の監禁後、街に戻ったインディビジュアルを殺す事を教会幹部のタラントに依頼される。

## キャスト
| 役名                   | 俳優                     | 日本語吹替 |
| ---------------------- | ------------------------ | ---------- |
| ジョン・プリースト     | ライアン・フィリップ     | 高口公介   |
| エミリア/サリー（2役） | エヴァ・グリーン         | 石塚さより |
| マイロ                 | サム・ライリー           | 山端零     |
| ピーター               | バーナード・ヒル         | 里卓哉     |
| パスター               | ジェームズ・フォークナー |            |
| ダン                   | リチャード・コイル       |            |